# П'єве-д'Ольмі
П'єве-д'Ольмі (італ. Pieve d'Olmi) — муніципалітет в Італії, у регіоні Ломбардія, провінція Кремона.
П'єве-д'Ольмі розташовані на відстані близько 410 км на північний захід від Рима, 85 км на південний схід від Мілана, 9 км на південний схід від Кремони.
Населення — 1323 особи (2014).
Покровитель — San Geminiano.

## Демографія
Населення за роками:

Станом на 1 січня 2023 року в муніципалітеті офіційно проживали 103 іноземці з 12 країн, серед них 20 громадян країн Євросоюзу та 3 громадяни України.

## Сусідні муніципалітети
- Бонемерсе
- Маланьно
- Сан-Данієле-По
- Соспіро
- Станьо-Ломбардо
- Полезіне-Цибелло